# Steffen Iversen
Steffen Iversen (* 10. listopadu 1976, Oslo, Norsko) je bývalý norský fotbalový útočník a reprezentant. Je synem trondheimské fotbalové legendy Odda Iversena, po němž zdědil vlohy ke střílení gólů.
Mimo Norska hrál na klubové úrovni v Anglii.

## Klubová kariéra
Po dvou sezonách v Rosenborgu v letech 1995 a 1996 Iversen přestoupil do Anglie do Tottenhamu. Tam strávil téměř osm sezon, během nichž nastřílel 41 branek. Na sezonu se objevil i v týmu Wolverhamptonu, poté se stěhuje zpět do Norska, ale ne do svého mateřskho klubu, ale k rivalům do osloské Vålerengy. Od roku 2006 je už zpátky v Trondheimu a pravidelně nastupuje v útoku tohoto týmu i v norské reprezentaci. V Rosenborgu hrál do sezony 2010, kdy se rozhodl odejít na Britské ostrovy do týmu Crystal Palace FC. V Anglii má i rodinu. Ovšem překvapivě na počátku roku 2012 uzavírá jednoletý kontrakt opět s Rosenborgem, aby tato sezona byla pro něj tou poslední v kariéře profesionálního fotbalisty.

## Reprezentační kariéra
V A-týmu Norska debutoval 14. 10. 1998 v Oslu v kvalifikačním utkání proti týmu Albánie (remíza 2:2). Celkem odehrál v letech 1998–2011 za norský národní tým 79 zápasů a vstřelil 21 gólů.

## Komentátor
Od roku 2013 se věnuje spolukomentování fotbalových zápasů na televizním kanále C-More.